# Leben ohne Chris
Leben ohne Chris ist ein Musical von Peter Lund (Text) und Wolfgang Böhmer (Musik).

## Inhalt
Christopher Bohrmann verstirbt zwei Tage nach seinem Geburtstag bei einem Unfall mit einem Motorroller. Ein Engel holt ihn ab und möchte ihn eigentlich in die Nachwelt führen, doch Chris hat mit seinem Leben noch nicht abgeschlossen. In Rückblenden erfährt der Zuschauer, wie Chris gelebt hat, als Beobachter erlebt er die Verarbeitung der Trauer in seinem Freundeskreis und auch ein Ausblick in die Welt ohne Chris wird ihm gewährt.

## Uraufführung
Leben ohne Chris wurde speziell für Absolventen der Universität der Künste Berlin geschrieben, an der Autor und Regisseur Peter Lund als Professor tätig ist. Die Uraufführung fand aufgrund einer schon lange bestehenden Kooperation der UDK mit der Neuköllner Oper statt. Die Uraufführung fand dort am 2. April 2009 statt.

## Österreichische Erstaufführung
Am 31. Mai 2012 feiert „Leben ohne Chris“ die Österreichische Erstaufführung in Wien. Unter der Regie von Jürgen Kapaun wird das Musical von der Musicalcompany EMDIS STAGE in Co-Produktion mit Studenten und Absolventen des Vienna Konservatoriums produziert.

## Kritiken
In der Kritik erfuhr Leben ohne Chris eine außerordentlich freundliche bis euphorische Aufnahme. Die Berliner Zeitung sprach von einem „großen Wurf“. Der Tagesspiegel verglich Autor Peter Lund mit Gilbert und Sullivan und den Librettisten von Jacques Offenbach. Die Berliner Morgenpost nannte die Mischung aus Rückblenden und Zukunftsvisionen „virtuos gelungen“. Neues Deutschland lobte die „herrlich bösen Dialoge, tolle Musik und mitreißende Tanzszenen“.

## Ensembles und Inszenierungen
| Ensemble der Berliner Aufführung (2010) Besetzung Musikalische Leitung: Hans-Peter Kirchberg / Andreas Altenhof Inszenierung: Peter Lund Choreografie: Neva Howard Bühnenbild: Ulrike Reinhard Kostüme: Claudio Aguirre / Andrea Schmidt Darsteller „Michael“ gespielt von Tobias Bieri „Chris“ gespielt von Christopher Brose „Anna“ gespielt von Julia Gámez Martin „Lisa“ gespielt von Magdalena Ganter „Nadja“ gespielt von Karoline Goebel „Birgit“ gespielt von Katrin Höft „Danny“ gespielt von Dennis Jankowiak „Henne“ gespielt von Stefan Rüh „Manu“ gespielt von Jasmin Schulz „Matze“ gespielt von Sebastian Alexander Stipp | Ensemble der Wiener Aufführung (2012) Besetzung Musikalische Leitung: Gabor Rivo Inszenierung: Jürgen Kapaun Choreografie: Tino Heinze Bühnenbild: Jürgen Kapaun Kostüme: Jürgen Kapaun Darsteller „Michael“ gespielt von Florian Fitz „Chris“ gespielt von Philipp Dürnberger „Anna“ gespielt von Anna Knott / Ulrike Figgener „Lisa“ gespielt von Sophia Gorgi / Martina Pallinger „Nadja“ gespielt von Sarah Kornfeld „Birgit“ gespielt von Silke Müllner „Danny“ gespielt von Florian Wischenbart „Henne“ gespielt von Georg Hasenzagl „Manu“ gespielt von Isabel Meili „Matze“ gespielt von Thomas Rapatz |  |

## Letzte Inszenierungen im deutschsprachigen Raum
- Linzer Kammerspiele, Premiere: 4. April 2015, Regie: Heidelinde Leutgöb

## Liste der Lieder
- An einem Morgen Anfang August
- Am Tag als ich starb
- Was hast du dir dabei gedacht?
- Bei dir ist gut
- Ich denk an die Zukunft
- Wir waren da
- Muss toll sein du zu sein
- Endlich achtzehn
- Kleiner Bruder Chris
- Kluge Menschen sterben jung
- Wenn es wirklich Liebe ist
- So geht’s nicht mehr weiter
- Geheime Liebe
- Prost
- Scherben
- Kampf
- Leben ohne Chris